# CellSpotting
CellSpotting är en geografisk positionerings- och informationstjänst för mobiltelefoner. Den utnyttjar att en mobiltelefon befinner sig i en "cell" i anslutning till en basstation. CellSpotting fungerar globalt, d.v.s. mellan skilda operatörer och i olika länder, vilket kan vara praktiskt när man reser.
CellSpotting har en databas över celler i flera mobiltelefonnät. Användarna av CellSpotting lägger in lämplig information om platsen för nya celler och lämpligt namn på dem vart efter de upptäcks. Man kan också ange geografisk position i longitud och latitud.
Det finns en "Compass"-funktion där man kan lägga in punkter i form av kända celler. Tjänsten kan räkna ut aktuellt avstånd och bäring till dem. Dessutom finns en "Friend"-funktion där man kan hålla koll på sina vänner som också utnyttjar tjänsten. Man kan då se deras senaste position och när de var där. 
CellSpotting fungerar för närvarande med ett antal Nokia-telefoner med Symbian OS S60 till exempel N95, E60, N70, N90, 6680, 6630, 3650, N-Gage och Siemens SX1.